# Marketing do Produto

O Marketing do produto lida com o primeiro dos “7 Ps” do marketing, que são o produto, a atribuição de preço, o posto de venda, a promoção, a embalagem, o posicionamento e as pessoas. 
O marketing do produto, ao contrário da gestão de produto, lida com tarefas mais relacionadas com o marketing externo (no sentido mais antigo da frase). Por exemplo, a gestão de produto lida com o essencial no desenvolvimento de novos produtos dentro de uma empresa, enquanto o marketing do produto lida com a comercialização produto a clientes potenciais, a clientes regulares e a outros. O marketing do produto, como emprego dentro de uma empresa, também difere de outros empregos na área do marketing tais como comunicações de marketing, marketing de internet, publicidade, estratégias de marketing, relações públicas, etc.  
Um mercado de produto é algo que é mencionado quando se apresenta um novo produto ao público em geral. As pessoas que o produto está a tentar atrair são o mercado de consumidores. Por exemplo: se estivesse a apresentar um novo jogo para uma consola de jogos ao público, o mercado de consumidores seria, provavelmente, o mercado de jogos de consola para homens adultos (dependendo do tipo de jogo). Assim, conduziria estudos de mercado para descobrir a melhor forma de lançar o jogo. Do mesmo modo, uma cadeira de massagens não atrairia crianças mais novas, por isso comercializaria o produto para uma geração mais velha.
A definição de mercado de produto concentra-se numa afirmação limitada. Concentra-se no tipo de produto, nas necessidades do consumidor (necessidades funcionais), no tipo de consumidor e na área geográfica.

## O papel do marketing do produto
O marketing do produto num negócio aborda cinco questões estratégicas importantes:
- Que produtos serão oferecidos (i.e., a extensão e a profundidade da linha de produtos)?
- Quem serão os clientes alvo (i.e., os limites dos segmentos de mercado a serem abastecidos)?
- Como é que os produtos os alcançarão (i.e., o canal de distribuição e se existem possibilidades viáveis para desenvolver um modelo de negócio sólido)?
- A que preços deverão os produtos ser vendidos?
- Como serão os produtos apresentados aos clientes (i.e., publicidade)?

## Marketing do produto vs. gestão de produto
O marketing do produto diverge muitas vezes da gestão de produto em empresas de alta tecnologia. Enquanto se exige ao gestor de produto que obtenha as especificações de um produto dos departamentos de venda e de marketing e que crie um documento com as especificações do produto (em inglês um PRD) que será utilizado pela equipa de engenheiros na construção produto, o gestor de marketing do produto está encarregue da tarefa de criar um Marketing Requirements Document, que é utilizado como ponto de partida para a gestão de produto desenvolver o documento com as especificações do produto.
Em outras empresas, o gestor de produto tanto cria o documento com as especificações do produto como o Marketing Requirements Document, ao passo que o gestor de marketing do produto executa tarefas externas como fazer demonstrações de produtos em mostras comerciais, criar material de marketing como listas com os itens mais interessantes do momento, beat-sheets, cábulas, folhas de dados e livros brancos. Isto requere que o gestor de marketing do produto seja perito, não só na análise da concorrência, estudos de mercado e escrita técnica, como também em atividades mais orientadas para os negócios, tais como levar a cabo análises de retorno do investimento e do valor líquido atual em investimentos na tecnologia, traçar estratégias sobre como os critérios de decisão dos clientes potenciais ou dos clientes regulares podem ser modificados para que comprem os produtos da empresa em detrimento do produto da concorrência, etc.
Um problema que os profissionais de marketing do produto enfrentam é terem de desenvolver muito do conteúdo para os vários constituintes (vendas, comunicações de marketing, clientes, blogs, etc.). Costuma dar-se mais valor à criação de conteúdo do que à pesquisa e reflexão em si que está por trás de todo o conteúdo.
Em pequenas empresas de alta tecnologia e de arranque, as funções de marketing do produto e da gestão de produto podem ser indistintas e ambas podem ser assumidas por um só indivíduo. No entanto, à medida que a empresa cresce alguém precisa de se concentrar na criação de bons documentos com as especificações do produto para a equipa de engenheiros, enquanto outra pessoa precisa de se concentrar em como analisar o mercado, em influenciar os “analistas” e compreender a direção do mercado a longo prazo. Quando uma demarcação tão clara se torna visível, o primeiro inclui-se no domínio da gestão de produto e o segundo no de marketing do produto. Em Silicon Valley, especialmente, os profissionais de marketing têm uma experiência considerável num domínio de um mercado ou tecnologia específicos ou ambos. Algumas empresas de Silicon Valley têm cargos tais como Engenheiro de Marketing do Produto, que têm tendência a ser promovidos na devida altura.
A tendência que está a emergir em Silicon Valley é as empresas contratarem uma equipe de um gestor de marketing do produto e um gestor de marketing técnico. O papel do marketing técnico está a tornar-se mais valioso enquanto as empresas se tornam mais competitivas e procuram reduzir os custos e o tempo de comercialização. Outra tendência é ter um gestor de marketing do produto por cada grupo de gestores de produto. Este é o modelo que leva os gestores de marketing do produto a serem pressionados a escrever conteúdo em vez de interagirem com o mercado.

## Qualificações
A qualificação típica para esta área dos negócios é uma licenciatura em Marketing ou Economia, por exemplo, uma licenciatura e pós-graduação em Marketing ou Psicologia, não esquecendo a experiência de trabalho suficiente nas áreas relacionadas. Dado a capacidade de interação com o pessoal técnico ser uma competência chave, a formação em engenharia ou informática é também uma vantagem. 

## Tipos
- Valor (marketing)
- Marketing de compras
- Gestão de produto